# Forsby, Skövde kommun
Forsby är en ort i Skövde kommun i Västra Götalands län, belägen öster om Skövde, strax öster om Ösan och invid länsväg 194.
Forsby är kyrkby i Forsby socken. Här ligger Forsby kyrka.

## Fornlämningar
Forsby kyrka är byggd på en kungshög med 40x 45 meters diameter. Från järnåldern finns ett gravfält, stensättningar och domarringar.

## Ortnamnet
Namnet skrevs 1328 Forsby. Efterledet är by, 'gård; by'. Förledet fors kan här inte ha sin vanliga betydelse, tolkningen vattendrag har föreslagits.
I Forsby ligger även Forsby gård.